# 대한민국 민법 제825조
대한민국 민법 제825조는 혼인취소와 손해배상청구권에 대한 민법 가족법 조문이다.

## 조문
제825조(혼인취소와 손해배상청구권) 제806조의 규정은 혼인의 무효 또는 취소의 경우에 준용한다.

第825條(婚姻取消와 損害賠償請求權) 第806條의 規定은 婚姻의 無效 또는 取消의 境遇에 準用한다.

## 참고 문헌
- 오현수, 일본민법, 진원사, 2014. ISBN 9788963463452
- 오세경, 대법전, 법전출판사 , 2014 ISBN 9788926210277
- 이준현 , LOGOS 민법 조문판례집, 미래가치, 2015. ISBN 9791155020869

## 같이 보기
- 혼인